# Taki

Hotel Sonar Bangla

Taki es un municipio de la India situado en el distrito de 24 Parganas norte, en Bengala Occidental. Según el censo de 2011, tiene una población de 38 263 habitantes.
Es un popular destino turístico, muy frecuentado durante los fines de semana por habitantes de la ciudad de Calcuta. Entre sus atractivos destacan un par de templos, algunas ruinas y un pequeño bosque plantado artificialmente.